# Victoria Pendleton
Victoria Pendleton, CBE (Stotfold, 24 de setembro de 1980) é uma ciclista britânica, campeã mundial e olímpica em competições de pista.

## Biografia
Nascida em Stotfold, Bedfordshire e filha de um campeão nacional inglês de ciclismo de pista aberta, Victoria correu pela primeira vez em um evento de 300 metros na pista de Fordham aos nove anos de idade, sendo descoberta aos 13 pelo assistente técnico da equipe nacional de ciclismo de pista Marshal Thomas.
Porém na época ela preferiu se concentrar nos estudos, se formando pela Fearnhill School de Letchworth, e posteriormente se graduando em Ciências do esporte e exercício pela Northumbria University de Newcastle upon Tyne, com um razoável sucesso nas pistas mesmo como estudante antes de se formar e virar uma ciclista em tempo integral.

## Carreira
Pendleton ganhou uma medalha de bronze e três de prata no campeonato britânico de ciclismo de pista em 2001, enquanto ainda era estudante. Em 2002 ela se qualificou para os Jogos da Commonwealth de 2002, terminando em quarto lugar no sprint.
Em 2003, ela novamente se classificou em quarto lugar, desta vez no campeonato mundial de ciclismo de pista da UCI em Stuttgart e mais uma vez em quarto no campeonato mundial de 2004 em Melbourne, na Austrália.
Ela terminou em segunda no ranking da Copa do Mundo de ciclismo de pista no sprint em 2004, vencendo o evento de Manchester na etapa britânica da competição.
Nos Jogos Olímpicos de Atenas em 2004, ela terminou em sexto na prova do contrarrelógio feminino e nono lugar na prova do sprint feminino.

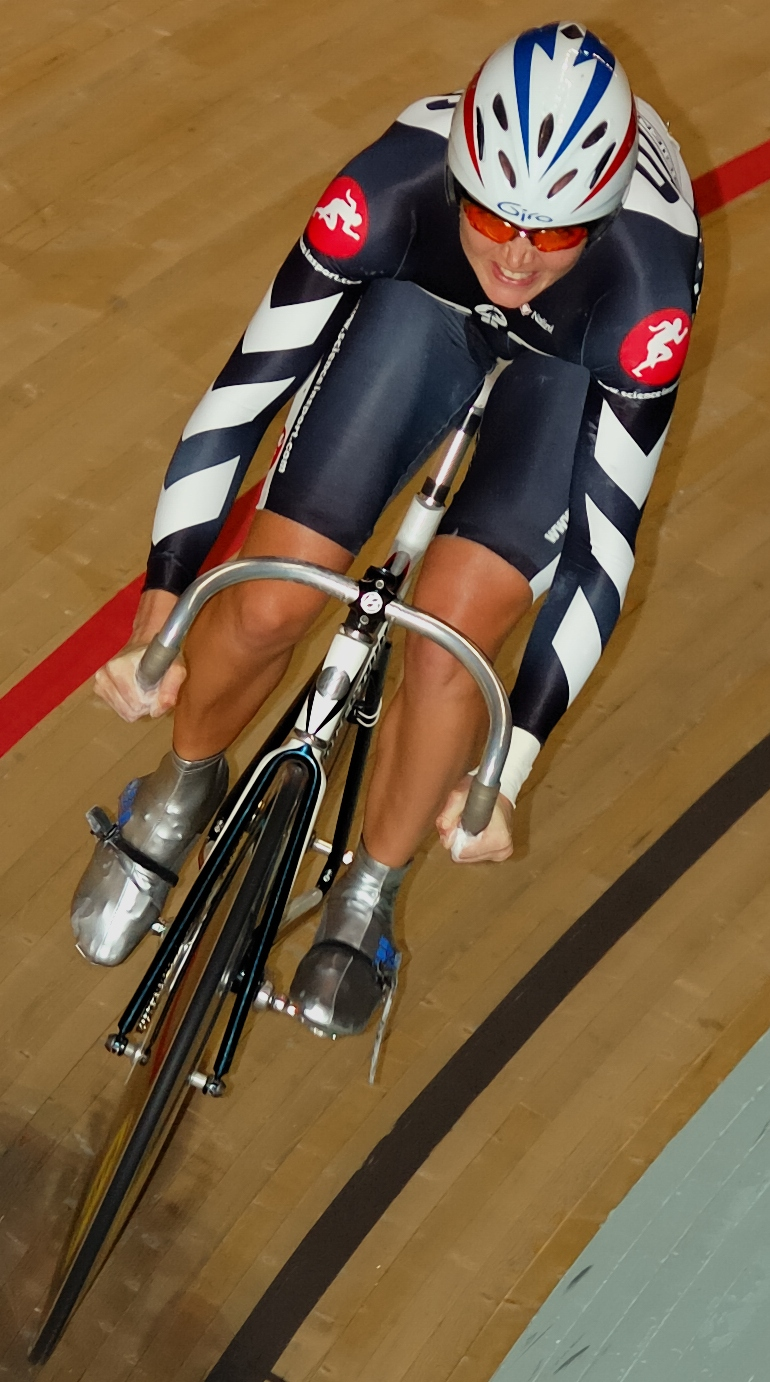
Pendleton no campeonato britânico de ciclismo de pista de 2007

No campeonato mundial de ciclismo de pista da UCI de 2005, finalmente ela conquistou a sua primeira medalha de ouro no sprint feminino, se tornando a terceira mulher britânica a ser campeã mundial de ciclismo em 40 anos.
Nos Jogos da Commonwealth de 2006, ela ficou com a medalha de prata no contrarrelógio dos 500 metros feminino e ouro no sprint feminino]em Melbourne, na Austrália.
No campeonato mundial de de pista de 2007, Pendleton venceu, levando o ouro em dupla com a piloto de BMX Shanaze Reade no sprint por equipe e ouro individual no sprint, além de uma terceira medalha de ouro pela vitória no Keirin feminino.
Foi homenageada pelo jornal Sunday Times como a "Esportista Feminina de 2007", se tornando a primeira ciclista a vencer o prêmio em seus 20 anos de história.
Pendleton também foi eleita a "Esportista Feminina do Ano" pela Associação dos Jornalistas Esportivos da Grã-Bretanha do ano de 2007.
Durante a preparação para os Jogos Olímpicos de Pequim em 2008, ela também venceu novamente o campeonato mundial  de pista no sprint individual e em equipes, novamente em dupla com Reade, também ficando com a prata no keirin.
Nas Olimpíadas de Pequim, Pendleton ganhou a medalha de ouro no sprint individual. Pelo feito, recebeu a Ordem do Império Britânico (MBE) nas festas de ano novo.
Ela manteve o título mundial de sprint, decidido no fotochart nas disputas com a ex-bmxer holandesa Willy Kanis no campeonato mundial de pista, realizado em Pruszków.

## Celebridade
Após o sucesso no Campeonato Mundial de ciclismo de pista de 2007 e a conquista da medalha olímpica em 2008, Pendleton adquiriu um status de celebridade e símbolo sexual na Grã Bretanha, com direito a ensaios sensuais em revistas como a masculina FHM
 e matérias com fotos "glamurosas" nos jornais/tablóides como o Sunday Times e matérias bem popularescas como "Como o sexo ajuda a vencer", do Daily Mail ou uma tentativa de emular a cérebre foto do nu sobre a bicicleta de Lance Armstrong, feita pela revista Cycling Weekly.